# Estrela Ap de oscilação rápida
Uma estrela Ap de oscilação rápida (roAp star, em inglês) pertence a um subtipo da classe das estrelas Ap que exibe variações fotométricas rápidas numa curta escala de tempo ou variações na velocidade radial. Os períodos conhecidos variam de 5 a 21 min. Elas se localizam na faixa de instabilidade de delta Scuti na sequência principal.

## Descoberta
A primeira estrela roAp descoberta foi HD 101065 (estrela de Przybylski). As oscilações foram descobertas por Donald Kurtz através de seu telescópio de 20 polegadas no Observatório Astronômico da África do Sul, o qual observou variações de 10-20 milimagnitudes na curva de luz da estrela com um período de 12.15 min.

## Oscilações
As estrelas roAp oscilam em modos de alto sobretom, baixo grau e pressão não-radial. O modelo comum utilizado para explicar o comportamento dessas pulsações é o modelo pulsador oblíquo. Nesse modelo o eixo de pulsação se encontra alinhado com o eixo magnético, o que pode levar à modulação da amplitude da pulsação, dependendo da orientação do eixo à linha de visão, na medida em que o eixo varia com a rotação. A aparente ligação entre o eixo magnético e a pulsação fornece pistas sobre a natureza do mecanismo por trás dessas pulsações. Como as estrelas roAp parecem pertencer ao final da faixa de instabilidade de delta Scuti na sequência principal, tem-se sugerido que o mecanismo impulsionador pode ser similar, por exemplo, ao mecanismo da opacidade que opera na zona de ionização do hidrogênio. Nenhum modelo padrão de pulsação pode ser estabelecido para excitar as oscilações das estrelas do tipo roAp utilizando-se o mecanismo da opacidade. Como o campo magnético aparenta ser importante, as pesquisas têm levado esse aspecto em consideração na formulação de modelos não-padrão para as pulsações. Foi sugerido que os modos são impulsionados pela convecção gerada pelo forte campo magnético próximo aos polos magnéticos dessas estrelas, o que poderia contribuir para o alinhamento do eixo de pulsação com os eixos magnéticos. Uma faixa de instabilidade para as estrelas roAp foi calculada em acordo com as posições no diagrama de Hertzsprung-Russell das estrelas roAp descobertas além daquele ponto, os calculos previram também a existência de períodos mais longos dentre as estrelas roAp mais desenvolvidas. Um pulsador desse tipo foi descoberto em HD 116114 o qual possui o maior período de pulsação detre todas as estrelas roAp, durando 21 min.
A maioria das estrelas roAp foram descobertas através de pequenos telescópios utilizados na observação de pequenas mudanças na amplitude causadas pela pulsação de certa estrela, no entanto, também é possível observar tais pulsações através da medição das variações na velocidade radial das linhas sensitivas, como as do neodímio ou praseodímio. Algumas linhas parecem não apresentar pulsações, como as do ferro. Acredita-se que as pulsações atinjam as amplitudes mais altas nas camadas mais elevadas das atmosfera dessas estrelas, onde a densidade é menor. Como resultado, as linhas espectrais formadas por esses elementos que são radiativamente elevados às camadas altas da atmosfera de uma estrela roAp são os mais propensas a ser detectadas pelas medições das pulsações, enquanto se espera que as linhas de elementos como o ferro, que se estabilizam com a gravidade, não exibam variações na velocidade radial.

## Estrelas roAp identificadas
| Nome da estrela                  | Magnitude V | Tipo espectral | Período (min) |
| -------------------------------- | ----------- | -------------- | ------------- |
| AP Scl, HD 6532                  | 8.45        | Ap SrEuCr      | 7.1           |
| BW Cet, HD 9289                  | 9.38        | Ap SrCr        | 10.5          |
| BN Cet, HD 12098                 | 8.07        | F0             | 7.61          |
| HD 12932                         | 10.25       | Ap SrEuCr      | 11.6          |
| BT Hyi, HD 19918                 | 9.34        | Ap SrEuCr      | 14.5          |
| DO Eri, HD 24712                 | 6.00        | Ap SrEu(Cr)    | 6.2           |
| UV Lep, HD 42659                 | 6.77        | Ap SrCrEu      | 9.7           |
| HD 60435                         | 8.89        | Ap Sr(Eu)      | 9.7           |
| LX Hya, HD 80316                 | 7.78        | Ap Sr(Eu)      | 11.4-23.5     |
| IM Vel, HD 83368                 | 6.17        | Ap SrEuCr      | 11.6          |
| AI Ant, HD 84041                 | 9.33        | Ap SrEuCr      | 15.0          |
| HD 86181                         | 9.32        | Ap Sr          | 6.2           |
| HD 99563                         | 8.16        | F0             | 10.7          |
| Estrela de Przybylski, HD 101065 | 7.99        | controverso    | 12.1          |
| HD 116114                        | 7.02        | Ap             | 21.3          |
| LZ Hya, HD 119027                | 10.02       | Ap SrEu(Cr)    | 8.7           |
| PP Vir, HD 122970                | 8.31        | desconhecido   | 11.1          |
| α Cir, HD 128898                 | 3.20        | Ap SrEu(Cr)    | 6.8           |
| HI Lib, HD 134214                | 7.46        | Ap SrEu(Cr)    | 5.6           |
| β CrB, HD 137909                 | 3.68        | F0p            | 16.2          |
| GZ Lib, HD 137949                | 6.67        | Ap SrEuCr      | 8.3           |
| HD 150562                        | 9.82        | A/F(p Eu)      | 10.8          |
| HD 154708                        | 8.76        | Ap             | 8.0           |
| HD 161459                        | 10.33       | Ap EuSrCr      | 12.0          |
| HD 166473                        | 7.92        | Ap SrEuCr      | 8.8           |
| HD 176232                        | 5.89        | F0p SrEu       | 11.6          |
| HD 185256                        | 9.94        | Ap Sr(EuCr)    | 10.2          |
| CK Oct, HD 190290                | 9.91        | Ap EuSr        | 7.3           |
| QR Tel, HD 193756                | 9.20        | Ap SrCrEu      | 13.0          |
| AW Cap, HD 196470                | 9.72        | Ap SrEu(Cr)    | 10.8          |
| γ Eql, HD 201601                 | 4.68        | F0p            | 12.4          |
| BI Mic, HD 203932                | 8.82        | Ap SrEu        | 5.9           |
| MM Aqr, HD 213637                | 9.61        | A(p EuSrCr)    | 11.5          |
| BP Gru, HD 217522                | 7.53        | Ap (Si)Cr      | 13.9          |
| CN Tuc, HD 218495                | 9.36        | Ap EuSr        | 7.4           |